# Lista de títulos e honrarias de Camila do Reino Unido
Esta é uma lista de títulos e honrarias de Camila (nascida Camila Rosamaria Shand, Londres, 17 de julho de 1947). Recebeu numerosos títulos e distinções honorárias enquanto cônjuge e, posteriormente, consorte real de Carlos III do Reino Unido. Quando há citação de duas datas, a primeira indica a data de recebimento do título ou prêmio e a segunda indica a eventual data de renúncia ou desuso da honraria.

## Títulos reais e tratamento
- 17 de julho de 1947 – 4 de julho de 1973: Senhorita Camilla Shand
- 4 de julho de 1973 – 9 de abril de 2005: Senhora Camilla Parker Bowles
- 9 de abril de 2005 – 8 de setembro de 2022: Sua Alteza Real, a Duquesa da Cornualha
- 9 de abril de 2005 – 8 de setembro de 2022: Sua Alteza Real, a Duquesa de Rothesay
- 8 de setembro de 2022 – 6 de maio de 2023: Sua Majestade, a Rainha Consorte
- 6 de maio de 2023 - presente: Sua Majestade, a Rainha.

Por seu casamento com o então Carlos, Príncipe de Gales, em 2005, era legalmente Princesa de Gales, mas adotou a forma feminina do segundo título de mais alta precedência de seu marido — Duquesa da Cornualha. A decisão tentou evitar a forte associação do título de "Princesa de Gales" com a primeira esposa de Carlos, Diana Spencer, falecida, em 1997. Em 2021, devido à morte de seu pai, Filipe, Carlos herdou os títulos de Duque de Edimburgo, Conde de Merioneth e Barão Greenwich, fazendo dela a Duquesa de Edimburgo.

### Título real
Como Carlos sucedeu sua mãe como soberano, tornou-se legal e imediatamente Rainha consorte, de acordo com a lei comum inglesa. Em 2005, a Clarence House declarou que Camila adotaria o título de "Princesa Consorte" em vez de "Rainha Consorte" mesmo não havendo um precedente histórico ou base legal para tal titulação. Em 2018, a Clarence House removeu a declaração anterior sobre o título proposto por Camila e, dois anos mais tarde, reafirmou que a opção seria considerada numa eventual ascensão de Carlos ao trono.
Em 2022, durante seu comunicado oficial pelo "Dia da Ascensão", Isabel II declarou ser seu "desejo sincero" que Camila fosse intitulada como "Rainha Consorte" quando da ascensão de Carlos ao trono. De fato, na declaração oficial divulgada pelo Palácio de Buckingham anunciando a morte da monarca, em 8 de setembro de 2022, Carlos e Camila foram referidos como "Rei e Rainha Consorte".
Ao se dirigir à Rainha Camila, a etiqueta correta é tratá-la inicialmente como "Vossa Majestade" e, somente então, como "Senhora" ("Ma'am", em inglês).

## Honrarias

### Honrarias daCommonwealth
| Reino            | Data | Grau                 | Condecoração                                       |
| ---------------- | ---- | -------------------- | -------------------------------------------------- |
| Canadá           | 2005 | Medalha Comemorativa | Centenário de Saskatchewan                         |
| Papua-Nova Guiné | 2012 | Companheira          | Ordem da Estrela da Melanésia                      |
| Reino Unido      | 2007 | Membro               | Ordem da Família Real da Rainha Isabel II          |
| Reino Unido      | 2012 | Dama Grã-Cruz        | Real Ordem Vitoriana                               |
| Reino Unido      | 2012 | Membro               | Medalha do Jubileu de Diamante da Rainha Isabel II |
| Reino Unido      | 2022 | Dama Real            | Nobilíssima Ordem da Jarreteira                    |
| Reino Unido      | 2022 | Membro               | Medalha do Jubileu de Platina da Rainha Isabel II  |

### Honrarias estrangeiras
| País          | Data | Grau                        | Condecoração                       |
| ------------- | ---- | --------------------------- | ---------------------------------- |
| França        | 2014 | Grã-Cruz                    | Ordem Nacional da Legião de Honra  |
| México        | 2015 | Faixa em Categoria Especial | Ordem Mexicana da Águia Asteca     |
| Países Baixos | 2013 | Membro                      | Medalha do Rei Guilherme-Alexandre |